# Théo Lopes
Théo Lopes (ur. 31 sierpnia 1983 w Brasílii) – brazylijski siatkarz, grający na pozycji atakującego, reprezentant Brazylii. 

## Sukcesy klubowe
| Osiągnięcie                             | Trofeum        | Sezon/Rok                                 |
| Liga brazylijska                        | złoto · brąz   | 2008/2009, 2012/2013 2003/2004, 2016/2017 |
| Klubowe Mistrzostwa Ameryki Południowej | złoto · srebro | 2008/2009 2013/2014                       |
| Puchar Cesarza                          | złoto          | 2010                                      |
| Liga japońska                           | srebro         | 2010/2011                                 |
| Liga argentyńska                        | srebro         | 2013/2014, 2017/2018                      |
| Superpuchar Portugalii                  | złoto          | 2018, 2019, 2020                          |
| Puchar Portugalii                       | złoto          | 2018/2019                                 |
| Liga portugalska                        | złoto          | 2018/2019, 2020/2021                      |
| Superpuchar Rumunii                     | złoto          | 2023                                      |
| Liga rumuńska                           | srebro         | 2023/2024                                 |
| Liga cypryjska                          | srebro         | 2024/2025                                 |

## Sukcesy reprezentacyjne
| Osiągnięcie                     | Trofeum        | Rok       |
| Puchar Wielkich Mistrzów        | złoto          | 2009      |
| Liga Światowa                   | złoto · srebro | 2010 2011 |
| Mistrzostwa Świata              | złoto          | 2010      |
| Puchar Świata                   | brąz           | 2011      |
| Mistrzostwa Ameryki Południowej | złoto          | 2011      |

## Nagrody indywidualne
- 2011: Najlepszy atakujący Ligi Światowej[8]